# Muhyiddin Yassin
Tan Sri Dato' (Dr.) Haji Muhyiddin bin Haji Muhammad Yassin (en Jawi: محيي الدين بن محمد ياسين‎; n. nacido el 15 de mayo de 1947) es un político de Malasia que se desempeñó como primer ministro de Malasia entre 2020 y 2021. Fue nombrado el 29 de febrero de 2020 y prestó juramento el 1 de marzo de 2020 después de la inesperada renuncia de Mahathir Mohamad el 24 de febrero de 2020 como parte de la crisis política de Malasia. Muhyiddin es miembro del Dewan Rakyat en representación de la circunscripción de Pagoh, miembro de la Asamblea Legislativa de Johor por la circunscripción de Gambir, exvicepresidente de Pakatan Harapan y actual presidente del Partido Indígena Unido de Malasia. Fue Viceprimer Ministro de Malasia desde 2009 hasta 2015,  Vicepresidente de Barisan Nasional y Vicepresidente de la Organización Nacional de los Malayos Unidos (UMNO), el principal componente de la coalición Barisan Nasional (BN) de 2009 a 2016.
Mahiaddin bin Md. Yasin creció en el estado de Johor y se unió al servicio público estatal después de graduarse de la Universidad de Malaya. Asumió puestos directivos en varias empresas estatales. En 1978, fue elegido miembro del Dewan Rakyat por Pagoh. Durante su mandato como miembro del Parlamento, fue nombrado secretario parlamentario del ministro de Asuntos Exteriores, viceministro de territorios federales y más tarde viceministro de Comercio e Industria. Fue Menteri Besar de Johor de 1986 a 1995.
Regresó a la política federal en 1995 y fue nombrado al Gabinete como Ministro de Juventud y Deportes. Fue nombrado Ministro de Comercio Interno y Asuntos del Consumidor después de las elecciones federales de 1999 y se convirtió en vicepresidente de la UMNO en 2000. Bajo la dirección de Abdullah Ahmad Badawi, Muhyiddin se desempeñó como Ministro de Agricultura e Industria Agropecuaria de 2004 a 2008, y luego como Ministro de Comercio Internacional e Industria de 2008 a 2009.
En 2008, disputó y ganó la vicepresidencia de la UMNO, y fue nombrado Viceprimer Ministro y Ministro de Educación por el primer ministro Najib Razak en 2009. Como Ministro de Educación, Muhyiddin puso fin al uso del inglés como medio de instrucción para las ciencias y las matemáticas en las escuelas públicas. Durante la reorganización del gabinete de mitad de período de Najib Razak en julio de 2015, fue destituido de su cargo, lo que significó ser el primer ministro titular en quedar fuera; en junio de 2016, fue expulsado de la UMNO.